# خاتم سليمان (برنامج)
خاتم سليمان هو برنامج تلفزيوني قدمه الإعلامي سليمان بخليلي على عدة قنوات منها قناة MBC في سنة 1994 ومن ثم على التلفزيون الجزائري ولاحقاً على بور تي في، وذلك في سبعة عشر موسماً، ثم انقطع لسنوات قبل أن يعود على الشروق تي في.